# O Colar

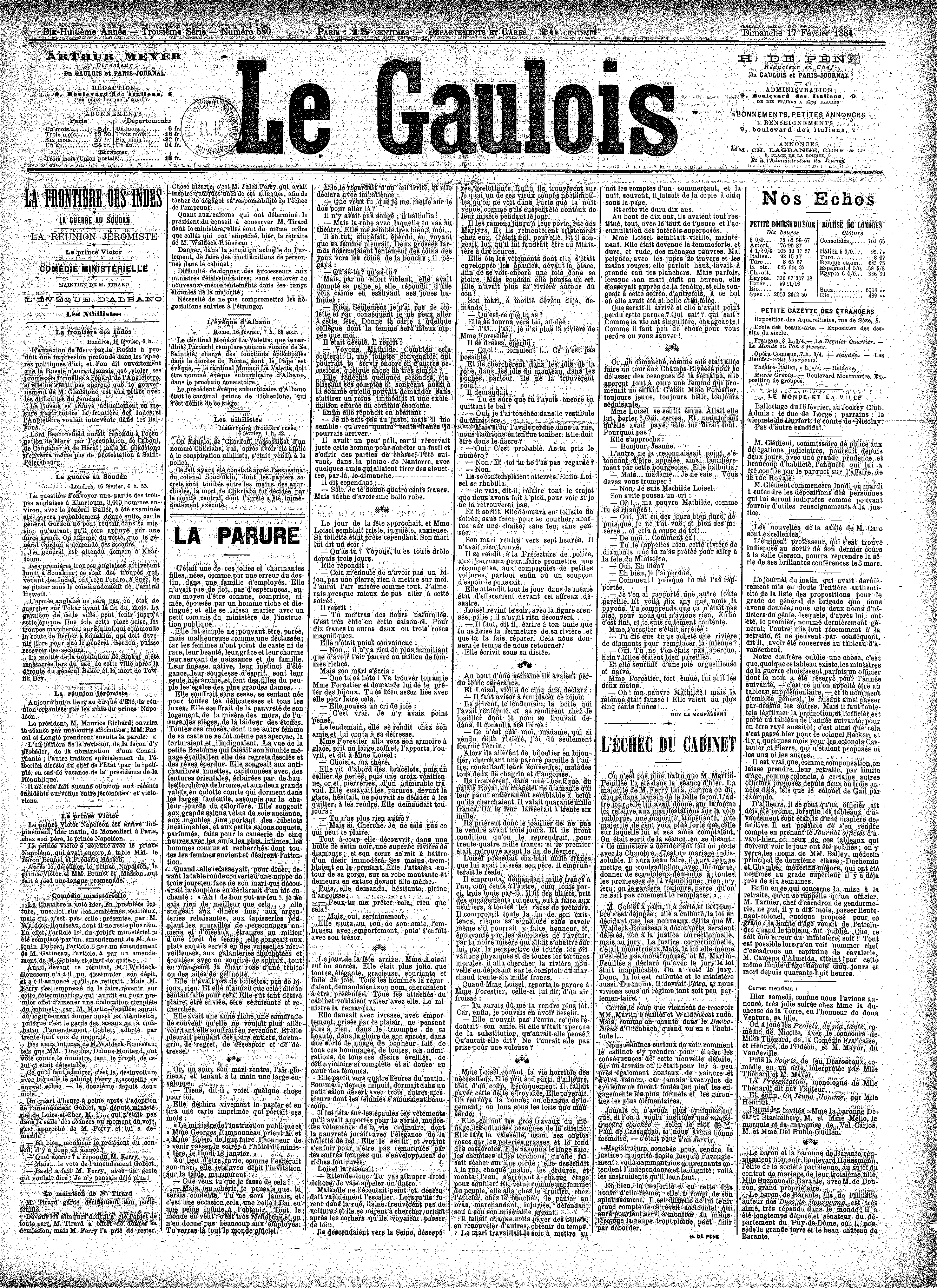
Página do Gaulois, de 17 de fevereiro de 1884,onde o romance é publicado pela primeira vez

"O colar" é um conto naturalista escrito por Guy de Maupassant, publicado em 1884.

## História
La Parure é publicado pela primeira vez no Diário Le Gaulois  no dia 17 de fevereiro de 1884, antes de ser incluído na coleção Contos do dia e da noite, em 1885.>

## Resumo
Mathilde Loisel é uma parisiense que sonha com uma vida de ostentação, de riquezas e de elegância.Ela é a esposa de um pequenos empregado do Ministério da Instrução Pública, com quem se casou por falta de opção melhor, mas que faz muito por ela.
Um dia ele chega com um convite para uma festa no Ministério, e para não perder a oportunidade de se mostrar, ela pede emprestado um colar de diamantes a usa amiga Madame Forestier, que faz parte do belo mundo que ela sonha frequentar. Durante a noite ela é admirada e lisonjeada, mas, ao voltar para casa, percebe que perdeu o colar. Todas as buscas não levam a nada, e a preciosa joia que vale 36000 francos não é encontrada. Envergonhada, ela não se atreve a dizer nada a sua amiga, preferindo enganá-la através da compra de um colar idêntico. Para pagar a dívida ele se mudam e começam a conhecer a horrível vida dos necessitados.O marido trabalha como contador de noite, após o trabalho e ela é obrigada a fazer o trabalho pesado que antes era reservado aos empregados domésticos. Isso dura dez anos. Dez anos de suas vidas foram gastos incansavelmente em trabalhos  para reembolsar o colar de diamantes perdido.

Depois de dez anos, Madame Loisel cruza por acaso com Madame Forestier, ainda jovem e ainda bela, e julga ser a hora certa de contar a verdade. Madame Forestier então a responde, pesarosa: 